# Субсидиарность
Субсидиа́рность (от лат. subsidiarius — вспомогательный) — принцип социальной организации, согласно которому социальные проблемы должны решаться на самом низком, малом или удалённом от центра уровне, на котором их разрешение возможно и эффективно: центральная власть должна играть «субсидиарную» (вспомогательную), а не «субординарную» (подчинительную) роль, решая только те задачи, которые не могут быть эффективно выполнены на местном/локальном уровне.
Принцип изначально возник в Римско-католической церкви и получил своё развитие после Первого Ватиканского собора. К областям применения данного принципа относятся теория государства и права, политология, менеджмент, кибернетика, информатика. Субсидиарность является одним из центральных принципов дистрибутизма и она вообще часто ассоциируется с идеей децентрализации. В политической теории принцип субсидиарности иногда рассматривается в качестве аспекта концепции федерализма, хотя между ними и не существует прямой связи. Этот принцип играет важную роль в политической риторике Европейского союза касательно отношений между руководящими органами союза и государствами-членами.

## Истоки принципа
Принцип субсидиарности восходит к идеям Платона и Аристотеля, а также к средневековому городскому праву. В католическом социальном учении эта концепция была впервые использована епископом Кеттелером и после опубликования «Rerum Novarum» (1891) папой римским Львом XIII стала частью официальной доктрины. Изначальной целью принципа было разрешение конфликта между личностью и обществом, которое бы избегало крайностей как индивидуализма, так и коллективизма. Дальнейший вклад в теорию внесла энциклика «Quadragesimo Anno» (1931) папы Пия XI, где концепция и получила название «субсидиарность». Обсуждаемый в данной статье принцип был впервые описан в рамках Католического социального учения.

## Европейское право
Ряд понятий политического либерализма содержат в себе элементы субсидиарности: федерализм, народный суверенитет, личная свобода. Например, десятая поправка к Конституции США относит к ведению штатов и народа всё, что явным образом не относится к ведению федерации. Однако субсидиарность не только признаёт наличие ограничений у центральной власти, но и предлагает методику определения объёма полномочий.
В 1985 Европейская хартия местного самоуправления закрепила за местными администрациями решение всех задач, кроме тех, которые им не под силу. В 1986 Единый европейский акт распределил полномочия по вопросам окружающей среды между ЕС и входящими в него странами согласно субсидиарности. По мере роста озабоченности европейской централизацией, субсидиарность стала всё больше привлекать к себе внимание как сдерживающий фактор. В 1992 Маастрихтский договор ограничил уже все полномочия ЕС сферами, где действий отдельных стран недостаточно. Эти положения получили развитие в дальнейших поправках к Договору об учреждении ЕС. Согласно текущей редакции этого документа:
В областях, которые не подпадают под его исключительную компетенцию, Сообщество действует, в соответствии с принципом субсидиарности, только если цели предполагаемого действия не способны быть достигнуты в достаточной мере государствами-членами и поэтому, в силу масштабов или последствий предполагаемого действия, могут быть более успешно достигнуты Сообществом. Любые действия Сообщества не должны идти далее того, что необходимо для достижения целей настоящего Договора.
Для реализации принципа субсидиарности в европейском законодательстве, правовые акты должны отвечать двум требованиям. Во-первых, для действий ЕС необходимо основание. Во-вторых, их масштаб должен быть соразмерен или пропорционален необходимости. При обосновании соответствия предлагаемых мер принципу субсидиарности используется ряд критериев:
- Близость власти к гражданам. Политические решения должны приниматься на уровне, как можно более близком к населению.
- Достаточность. Могут ли поставленные цели быть достигнуты в достаточной мере на более низких уровнях (в том числе, самими гражданами).
- Выгода. Будет ли решение задачи на более высоком уровне более эффективным или выгодным.

Применение принципа субсидиарности в европейском налоговом праве означает, что в спорных ситуациях, связанных с двойным налогообложением, первой должна постараться найти приемлемое решение налоговая администрация страны резидентства субъекта внешнеэкономической деятельности, на основе внутренних правовых норм. Лишь в отсутствие такой возможности спор решается в соответствии с международными соглашениями.